# Файзрахманов, Джаудат Ибрагимович
Джаудат Ибрагимович Файзрахманов (тат. Җәүдәт Ибраһим улы Фәйзрахманов; род. 27 июня 1948, дер. Нуса, Арский район, Татарская ССР, СССР) — доктор экономических наук, профессор. Ректор Казанского государственного аграрного университета (1996–2018). Член Академии наук Республики Татарстан.

## Биография
Джаудат Файзрахманов родился 27 июня 1948 года в деревне Нуса Арского района Татарской ССР. В 1966 году окончил Лаишевский сельскохозяйственный техникум. После окончания техникума работал экономистом в колхозе «Первый май» Арского района Татарстана. В 1972 году окончил Казанский сельскохозяйственный институт (КСХИ), экономический факультет. В 1973 году поступил в аспирантуру института. Однако в 1974 году Джаудату Файзрахманову пришлось прервать учёбу в аспирантуре в связи с прохождением службы в Советской Армии.
В 1977–1990 годы ассистент, старший преподаватель, доцент кафедры экономической кибернетики Казанского сельскохозяйственного института.
В 1978 году защитил диссертацию на соискание учёной степени кандидата экономических наук на тему «Вопросы организации и планирования рациональной кормовой базы в хозяйствах с развитым молочным скотоводством». В 1991 году в Московской сельскохозяйственной академии им. К.А. Тимирязева защитил диссертацию на соискание ученой степени доктор экономических наук.
С 1990 года — заведующий кафедрой экономики и маркетинга в сельском хозяйстве, доцент кафедры экономики сельского хозяйства и организации ветеринарного дела Казанской государственной ветеринарной академии. В 1992 году Джаудату Файзрахманову присвоено учёное звание профессора кафедры экономики и маркетинга.
С 1996 года работает заведующим кафедрой управления сельскохозяйственным производством КГАУ. В августе того же года избран ректором вуза. В сентябре 2009 года назначен руководителем Федерации регби Республики Татарстан. 17 июля 2018 года ушёл в отставку с поста ректора университета.

### Семья
- Жена — Асия Даминовна Файзрахманова.
- Сын — Марат Джаудатович Файзрахманов, (род. 18 мая 1973) — кандидат экономических наук, первый заместитель министра финансов Республики Татарстан, директор Департамента Казначейства[5];
- Дочь — Гульнара Джаудатовна Крупина (род. 19 июля 1978) — кандидат экономических наук, доцент кафедры управления сельскохозяйственным производством Казанского государственного аграрного университета, заместитель генерального директора СПА-отеля «Лучано», г. Казань[6]

## Награды
- Почётное звание «Заслуженный деятель науки Российской Федерации» (2003 год) за заслуги в научной деятельности[7].
- Медаль ордена «За заслуги перед Отечеством» I степени (2018 год) — за заслуги в области образования, подготовке квалифицированных специалистов и многолетнюю добросовестную работу[8].
- Медаль ордена «За заслуги перед Отечеством» II степени (2010 год) — за достигнутые трудовые успехи и многолетнюю добросовестную работу[9].
- Медаль «За заслуги в проведении Всероссийской переписи населения»
- Медаль «В память 1000-летия Казани»
- Медаль «Ветеран труда»
- Золотая медаль Академии наук Республики Татарстан «За достижения в науке» (2018 год)[10].
- Орден «За заслуги перед Республикой Татарстан» (2018 год) — за значительный вклад в подготовку высококвалифицированных специалистов для агропромышленного комплекса и многолетнюю плодотворную работу на благо республики[11].
- Медаль «За доблестный труд» (2013 год) — за большой вклад в подготовку высококвалифицированных специалистов, активную научно-исследовательскую и педагогическую деятельность[12].
- Медаль «100 лет образования Татарской Автономной Советской Социалистической Республики» (2020 год) — за существенный вклад в укрепление социально-экономического потенциала Республики Татарстан[13].

## Книги и публикации
Джаудат Файзрахманов автор более 250 научных трудов, в том числе 20 монографий.
- Трудовой потенциал сельского хозяйства Республики Татарстан / Файзрахманов Д.И., Шагивалиев Л.Р. // Вестник Казанского государственного аграрного университета. 2016. Т. 11. № 2 (40). С. 108–111.
- Государственное регулирование социально-трудовых отношений в условиях социально ориентированной экономики / Мусаева Г.И., Файзрахманов Д.И. // Вестник Казанского государственного аграрного университета. 2016. Т. 11. № 4 (42). С. 149–155.
- Особенности государственной поддержки аграрного сектора экономики России и ее роль в поддержке продовольственной безопасности страны / Ситдикова Л.Ф., Файзрахманов Д.И., Мухаметгалиев Ф.Н., Кириллова О.В. // Вестник Казанского государственного аграрного университета. 2015. Т. 10. № 2 (36). С. 49–52.
- Проблемы адаптации сельскохозяйственных организаций Республики Татарстан к условиям ВТО / Файзрахманов Д.И., Мухаметгалиев Ф.Н. / Зерновое хозяйство России. 2014. № 2. С. 64–68.
- Техническое обеспечение инновационных технологий в растениеводстве / Матяшин Ю.И., Зиганшин Б.Г., Валиев А.Р., Назипов А.М., Матяшин Н.Ю., Матяшин А.В., Сёмушкин Н.И. // Казань, 2009.
- Инновационный менеджмент в АПК / Алексеев В.В., Файзрахманов Д.И., Сагдиев М.А. // Учебное пособие для студентов вузов, изучающих дисциплину «Менеджмент» / Москва, 2003.